# 笠井信一

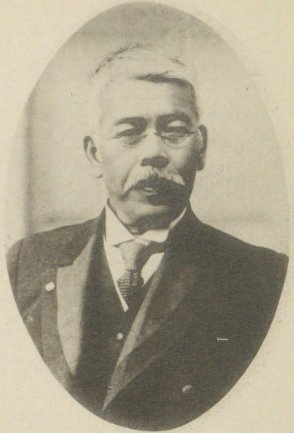
笠井信一

笠井 信一（かさい しんいち、1864年7月22日（元治元年6月19日） - 1929年7月25日）は、日本の内務官僚・政治家。貴族院議員。

## 経歴
静岡県出身。笠井勘三郎の三男として生まれる。静岡県立静岡中学校、第一高等学校を経て、1892年、帝国大学法科大学を卒業した。
1893年2月、内務省に入り、内務属として警保局に配属された。その後、警保局監獄課長、山形県参事官、岩手県警察部長、高知県書記官、台湾総督府事務官、台南県書記官、岐阜県書記官、新潟県書記官、同県第一部長、熊本県第一部長などを歴任。
1907年1月、岩手県知事に就任。1913年3月、地元出身初の静岡県知事に就任。1914年6月、岡山県知事に転じた。1917年5月、後の民生委員制度の先駆となる済世顧問制度を制定した。1919年4月、北海道庁長官に就任。
1921年5月、貴族院勅選議員に任じられ、交友倶楽部に属し死去するまで在任した。

## 栄典
位階
- 1917年（大正6年）3月30日 - 正四位[3]

勲章等
- 1910年（明治43年）12月26日 - 勲三等瑞宝章[4]
- 1915年（大正4年）11月10日 - 大礼記念章[5]
- 1917年（大正6年）12月24日 - 勲二等瑞宝章[6]

## 著作
- 『済世顧問制度の精神』1928年[7]。
- 『笠井明府頌徳誌』1941年[8]。
- 『笠井信一集』全国民生委員児童委員協議会、1988年。